# Marcel Peltier
Pour les articles homonymes, voir Peltier.
Marcel Peltier est un artiste peintre et lithographe français, né à Louviers le 4 juillet 1924, mort à Darnétal le 26 janvier 1998. 

## Biographie

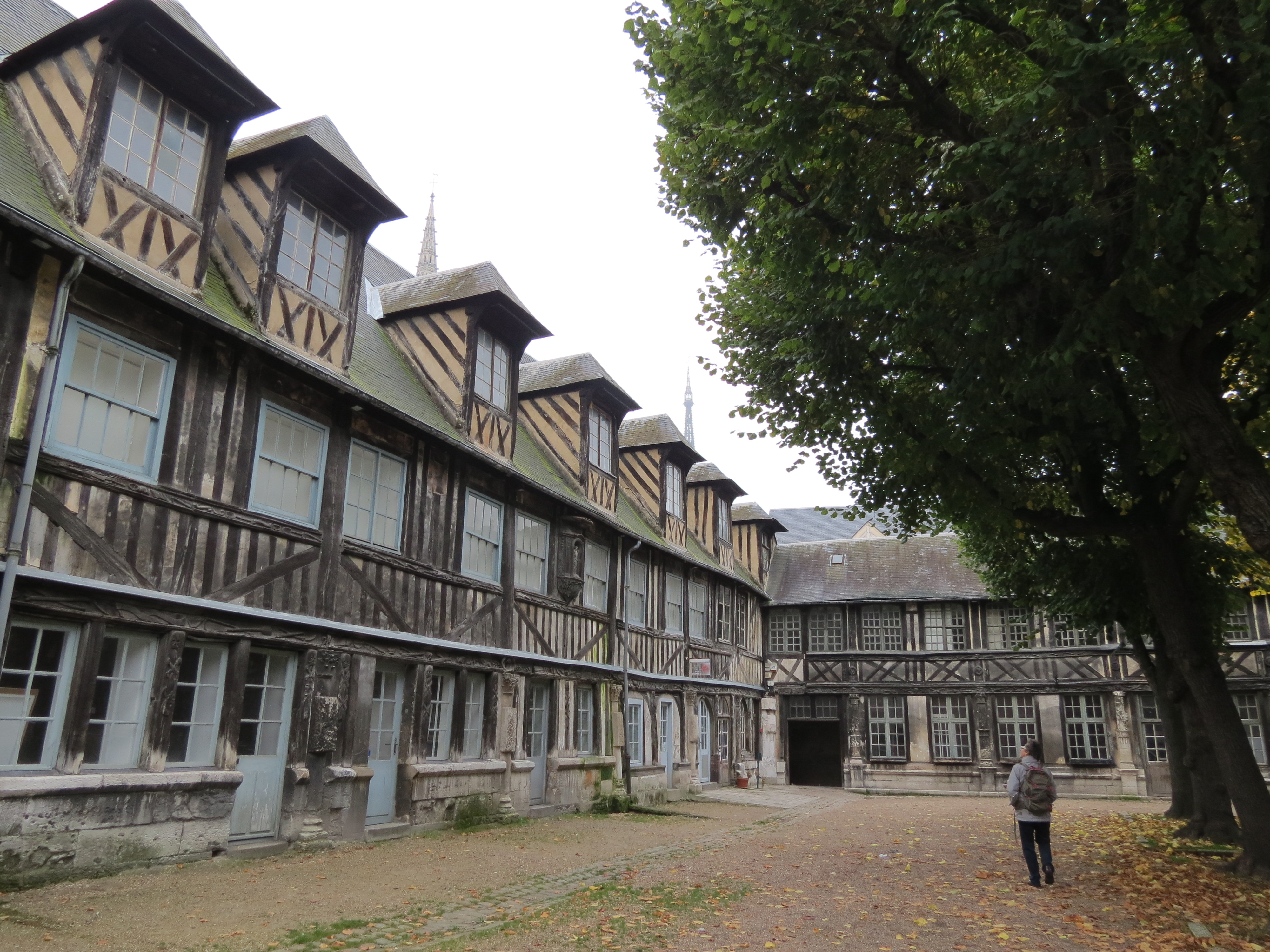
Ancienne école des beaux-arts de Rouen

Né en juillet 1924, Marcel Peltier est élève de l'École nationale supérieure des arts décoratifs de Paris de 1944 à 1946. Après un séjour de plus de deux années en hôpital à Berck-sur-Mer où il se lie d'amitié et travaille la peinture avec Charles Bonnard, un autre patient qui n'est autre que le neveu de Pierre Bonnard, il renoue avec les études, simultanément à ses premières expositions collectives et personnelles, en fréquentant l'école des beaux-arts de Rouen de 1964 à 1970 et en recevant les conseils amicaux de Lucien Fontanarosa.
Marcel Peltier s'installe au 5, rue Henry-Barbet à Rouen. L'un des thèmes majeurs de son œuvre (dont la part lithographique est réalisée en collaboration avec Fernand Mourlot) demeure Venise, tant par les vues de la ville que par son carnaval qu'il fréquente assidûment pendant huit ans, par « les personnages de la commedia dell'arte que l'on voit surgir lors du carnaval comme des apparitions irréelles qui vous interpellent, énigmatiques ou menaçantes, et où, fasciné, Peltier cache parmi les masques, la dentelle et la soie, toutes les angoisses de ce monde ».

## Expositions

### Expositions personnelles
- Galerie Menuisement, Rouen, 1967, 1972, 1976, 1978.
- Centre culturel de Barentin, 1972.
- Galerie Le Grand Cerf, Évreux, 1973.
- Palais de l'Europe, Le Touquet, 1974.
- Galerie Marie-Jeanne Garoche, Paris, 1975, 1977.
- Galerie Hamon, Le Havre, 1975.
- Galerie Chimène, Saint-Étienne, 1977, 1984.
- Zantman Art Galleries, Carmel-by-the-Sea, 1977, 1978, 1979.
- Galerie du Verger, Le Touquet, 1978.
- Galerie de la Place Beauvau, Paris, 1980, 1983, 1986, 1990.
- Galerie Schmitt, Metz, 1980.
- Galerie Rollin, Rouen, 1980, 1983, 1987, 1990, 1991, 1993, 1996.
- Galerie Ariane, La Baule, 1981, 1986.
- Galerie Atelier 33, Sainte-Croix-du-Mont, 1981.
- Galerie Jean Marbach, Mulhouse, 1982.
- Galerie des Quais, Troyes, 1982.
- Galerie Maya, Strasbourg, 1983.
- Galerie La Closerie, Chateauneuf-du-Pape, 1983.
- Galerie de la Lieutenance, Honfleur, 1984, 1987, 1989, 1992.
- Galerie Maïté Aubert, Le Havre, 1984, 1985, 1987.
- Galerie Lacydon, Marseille, 1984.
- Galerie Mazarin, Toulon, 1985.
- Galerie Le Parvis des arts, Lunéville, 1985.
- Galerie Toussaint, Angers, 1989.
- Galerie Présence, Bruxelles, 1991.
- Galerie Sylvie Lanet, Honfleur, 1991.
- Galerie Schèmes, Lille, 1991.
- Rétrospective Marcel Peltier, chambre de commerce et d'industrie de Rouen, 1991.
- Le mas d'Artigny, Saint-Paul-de-Vence, 1993.
- Galerie Joël Dupuis, Hardelot, 1993.
- Galerie Fred Becker, Luxembourg, 1993, 1995.
- Galerie Le Prince noir, Dinard, 1994.
- Galerie Art Comparaison, Nantes, 1994.
- Marcel Peltier - Rétrospective, casino de Bonsecours, 1994.
- Galerie Doublet, Avranches, 1995.
- Galerie La belle Angèle, Pont-Aven, 1995.
- Galerie Alexandre Léadouze, Paris, 1995.
- Galerie Val, Béthune, 1996.
- Galerie de l'hôtel de Saulx, Beaune, 996.
- Galerie Le Temps qui passe, Génolier-sur-Nyon, 1996.
- Galerie Auriel, Toulouse, 1997.
- Le Flavio, Le Touquet, 1997.
- Centre Gilbert-Martin, Bourgtheroulde, 2000.
- Palais Bénédictine, Fécamp, 2000.
- Galerie d'art Pascal Fremont, Le Havre, 2004.
- Marcel Peltier - Rétrospective, hôtel de ville de Darnétal, 2004.
- Atelier des arts, Rouen, 2011. -

### Expositions collectives

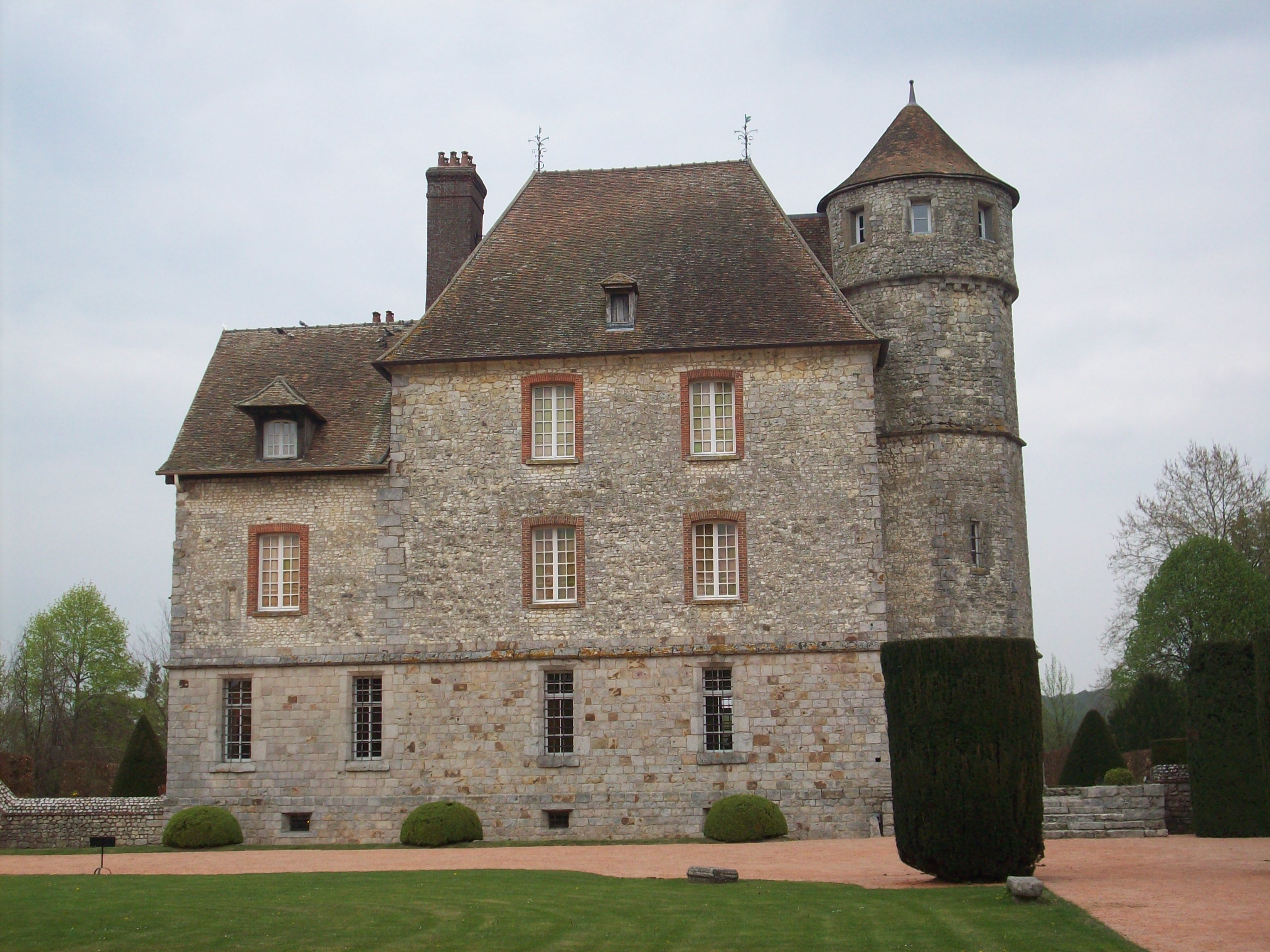
Château de Vascœuil

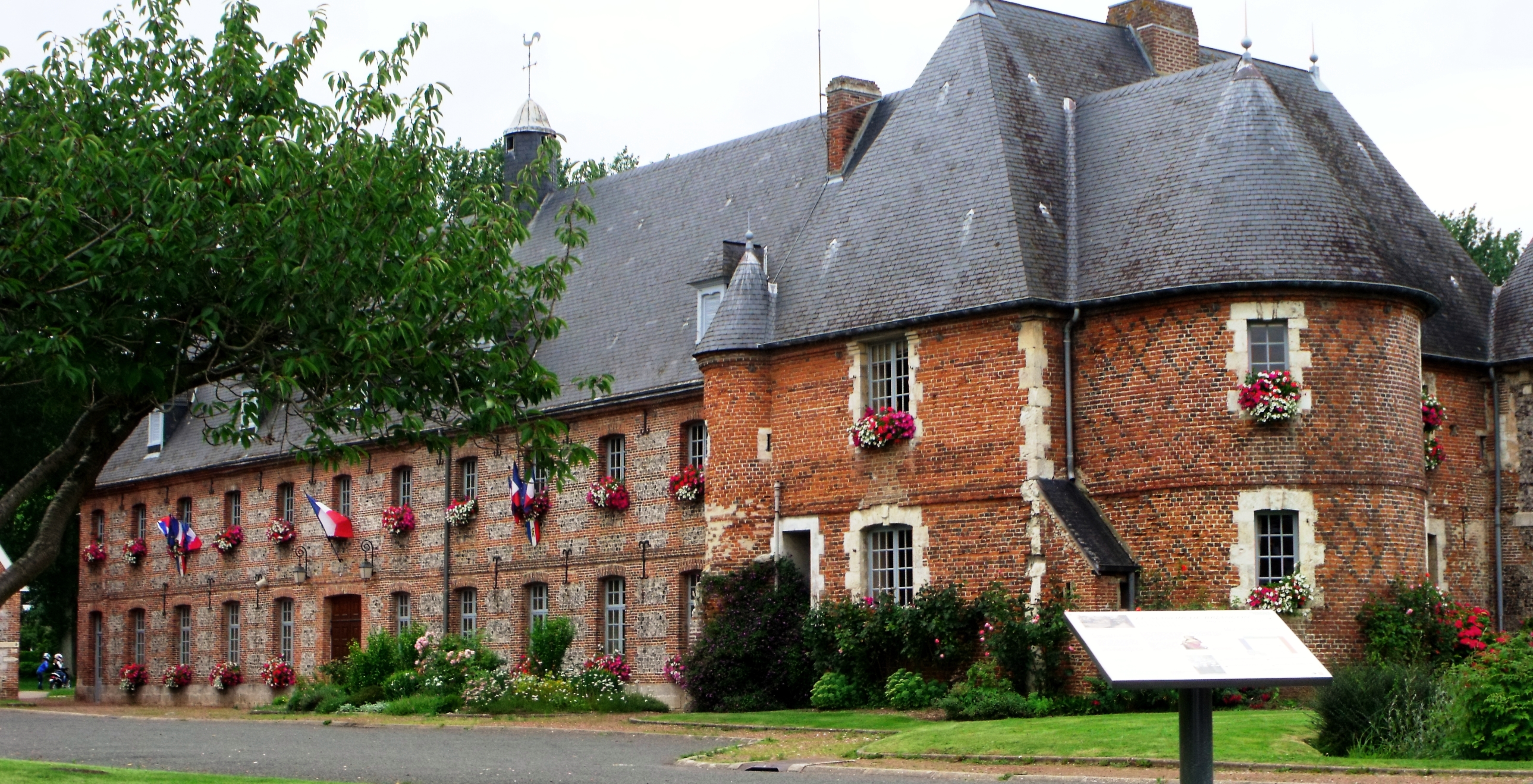
Manoir de Briançon, Criel-sur-Mer

- Salon des artistes français, Paris, 1965.
- Salon d'Automne, Paris, sociétaire à partir de 1988[5].
- Salon des artistes indépendants normands, Rouen, 1966, 1967, 1969, 1970, 1975[6].
- Panorama de la peinture contemporaine - Paul Aïzpiri, Jean-Pierre Alaux, Paul Ambille, Yves Brayer, Bernard Buffet, Rodolphe Caillaux, Jean Carzou, Michel Ciry, Marcel Cramoysan, Jef Friboulet, Pierre Gautiez, Camille Hilaire, Franck Innocent, Monique Journod, Michel King, Roland Lefranc, Édouard Georges  Mac-Avoy, Georges Mirianon, Jean Navarre, Marcel Peltier, Christian Sauvé, Robert Savary, Gaston Sébire, Arthur Van Hecke…, hôtel de ville de Sotteville-lès-Rouen, mars 1980[7].
- Premier Salon de peinture et sculpture de Maromme, 1990. Marcel Peltier, invité d'honneur (Un prix Marcel Peltier sera décerné annuellement à ce salon à partir de 2000 en hommage à l'artiste)[8].
- Hommage à Marcel Peltier, Salon des artistes normands, Rouen, 1998, 2000.
- Marcel Peltier et Victor Vasarely, château de Vascœuil, 1999.
- Hommage à Marcel Peltier, Salon d'automne de l'Académie des arts, Lisieux, 1999.
- Biennale de Nassandres, 1999.
- Quarantième Salon des amis des arts et de Manoir de Briançon - Michel Ciry, Jef Friboulet, Pierre Gautiez, Franck Innocent, Monique Journod, Michel King, Pierre Laffillé, Roland Lefranc, Albert Malet, Georges Mirianon, Marcel Peltier, Gaston Sébire…, manoir de Briançon, Criel-sur-Mer, juillet-août 2008[9].
- Hommage à Marcel Peltier, Salon d'Oissel, 2010.
- Rouen National Arts, La Halle aux toiles, Rouen, mai 2012[10].
- Expositions non datées : Salon Comparaisons, Salon des indépendants, Salon de la Société nationale des beaux-arts, musée national de la Marine, musée des Andelys.

## Réception critique
- « Sa peinture est impressionniste et lyrique. L'artiste transcende les apparences enchanteresses, faites de la symphonie des masses colorées et des vibrations de la lumière […] Le motif du Carnaval de Venise lui ouvre particulièrement la frontière rêve-réalité […] L'espace des festivités, d'un paysage ou d'un visage troublant, tout est raison pour Marcel Peltier d'évoquer la mixité de ses perceptions, le double sens des détails apparemment insignifiants. Flamboiement lyrique des expressions des hommes ou de la nature, les œuvres de ce peintre traduisent son émotion viscérale, authentique devant le sujet. Se faisant visionnaire, Marcel Peltier retranscrit la confrontation permanente des puissances de vie et de mort, ferment de la création. » - Patrick-F. Barrer[5]

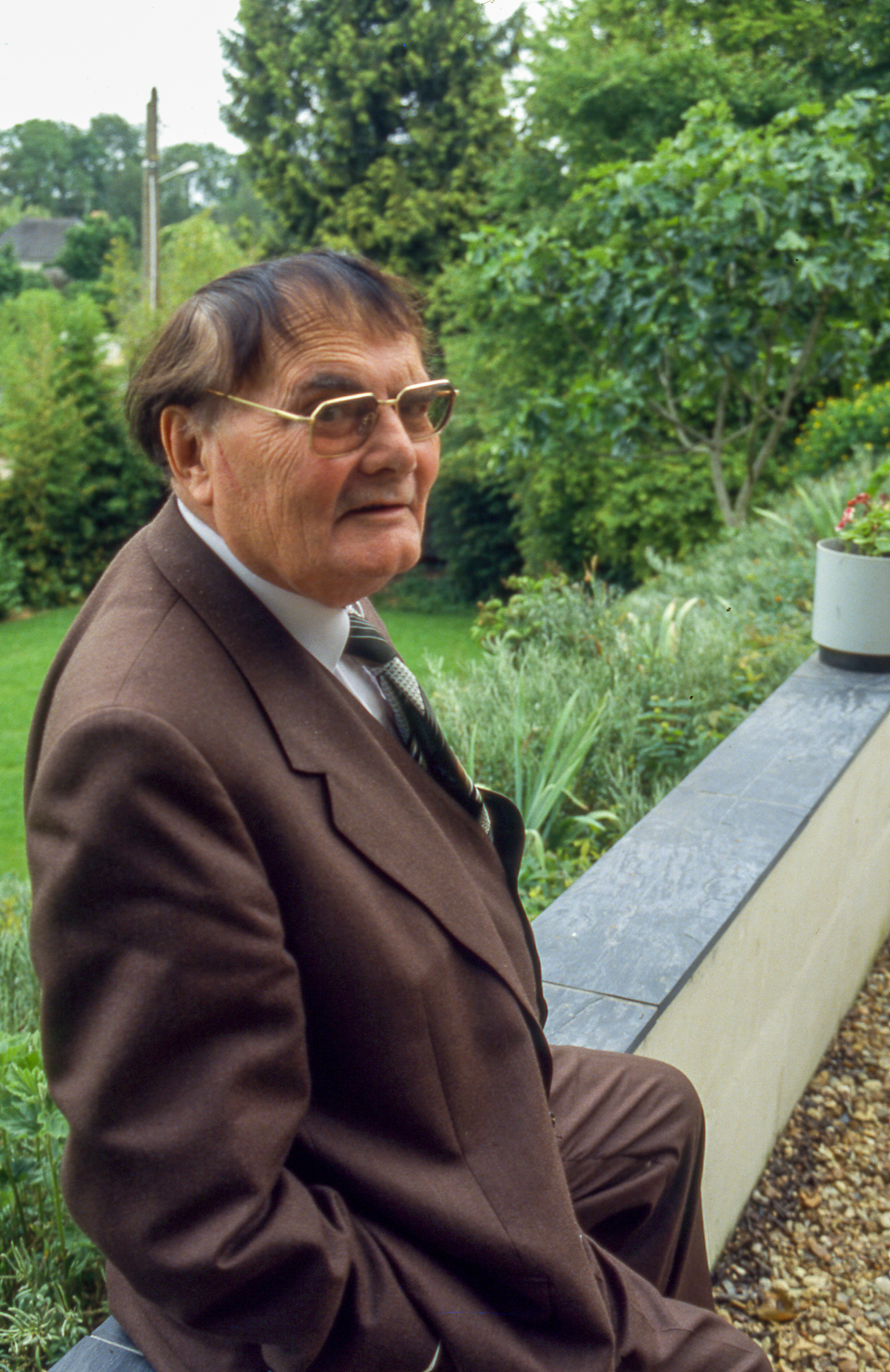
Hervé Bazin

- « Rouen, Honfleur, les bords de Seine et plus rarement les villes du Nord inspirent à cet artiste des toiles où se lit son admiration pour les impressionnistes de Normandie. » - Gérald Schurr[11]
- « Conserver des prunelles mobiles, ne pas se répéter, aborder des sujets sans en privilégier aucun (contrairement à ce que font trop de peintres dont le regard est un refrain); rester à l'aise en passant des fleurs aux chevaux, des natures mortes aux marines, des verdures normandes aux paysages de Toscane ou de Corse, des joyeux carnavals aux sombres dames de pique, voilà une ubiquité peu fréquente. Comme Dieu a tout créé, Peltier veut tout peindre. » - Hervé Bazin[12]

## Prix et distinctions
- Prix de la ville de Deauville.
- Prix de la ville de Trouville.
- Prix de la Jeune Peinture.
- Prix de la Côte d'Opale.
- Médaille d'argent du mérite et du dévouement français.
- Médaille Arts-Sciences-Lettres.

## Œuvres dans les collections publiques

### États-Unis
- Los Angeles, musée d'art contemporain.

### France
- Darnétal, hôtel de ville[13].
- Fontainebleau, musée municipal d'art figuratif.
- Puteaux, Fonds national d'art contemporain.
- Rouen :
  - Centre Henri-Becquerel : fresques murales ;
  - Conseil départemental de la Seine-Maritime, Portrait de Jean Lecanuet ;
  - musée des beaux-arts, La cathédrale de Rouen.
- Saint-Nazaire, hôtel de ville.

### Koweït
- Koweït, Kuwait National Museum (en)

## Hommages
- Un buste en bronze de Marcel Peltier, œuvre du sculpteur Hubert Bocquet, est conservé en l'hôtel de ville de Bonsecours.
- Une plaque faisant mémoire de Marcel Peltier est apposée au 105, rue Longpaon à Darnétal où l'artiste a vécu ses derniers instants[14].

### Filmographie
- Marcel Peltier, documentaire (durée : 52 min) réalisé par Antoine Martin, 1996. Avec la participation de Magali Noël, du critique d'art Daniel Fleury, de Jean-Pierre Berlingen et de l'ensemble orchestral de Normandie.